# Пассери, Джузеппе
Джузеппе Пассери (итал. Giuseppe Passeri, Giuseppe Passаri; 12 марта 1654, Рим — 2 ноября 1714, Рим) — итальянский рисовальщик и живописец академического направления.

## Биография и творчество
Джузеппе, сын Чезаре Пассери, родился в Риме в семье сиенского происхождения. Он был племянником художника римского барокко Джованни Баттиста Пассери. Учился живописи у своего дяди, затем обучался в мастерской Карло Маратты. Его художественное развитие связано с влияниями таких известных художников, как братья Карраччи, Гвидо Рени и Никола Пуссен. За плавность и лёгкость мазка, за выразительность лиц в его картинах работы Пассери ценили представители римской аристократии, которые заказывали ему настенные росписи и портреты.
Между 1675 и 1678 годами Джузеппе Пассери создал две фрески по заказу кардинала Франческо Барберини для Палаццо Барберини алле Кватро Фонтане, на которых изображены Аргонавты и Беллерофонт, убивающие Химеру. В 1679 году он расписал потолок галереи, расположенной на первом этаже Палаццо Патрици у Кастель-Джулиано (Рим) для маркиза Патрицио Патрици. Композиция представляет собой аллегорию семьи Патрици. Подготовительные рисунки хранятся в Художественном музее в Дюссельдорфе.
Около 1686 года Джузеппе Пассери написал две алтарных картины: «Непорочное зачатие» для церкви Сан-Томмазо-ин-Парионе и «Неверие Святого Фомы» для базилики Санта-Кроче-ин-Джерусалемме. Он также написал несколько фресок для церкви Санта-Мария-ин-Арачели. Его фрески в соборе Витербо пострадали во время последней войны. В 1693 году Джузеппе Пассери был принят в Академию Святого Луки в Риме. Луврскому музею принадлежат две картины Джузеппе Пассери: «Мистическое обручение святой Екатерины», (ок. 1700 г.) и «Армида и сподвижники Ринальдо» (ок. 1685 г.).

## Галерея

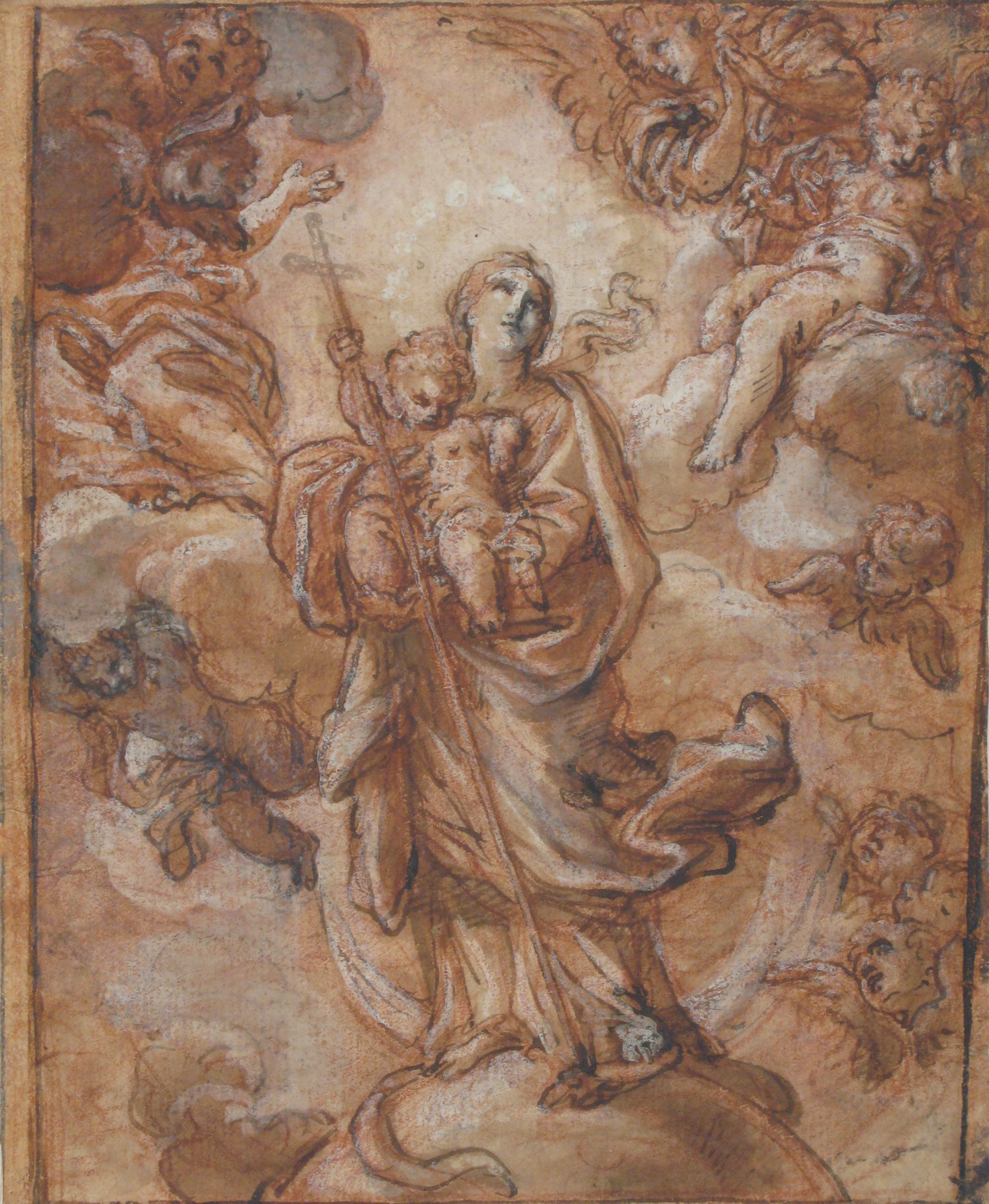
Мадонна Иммакулата с Младенцем во Славе. Бумага, сангина, сепия, перо, кисть, белила. Метрополитен-музей, Нью-Йорк
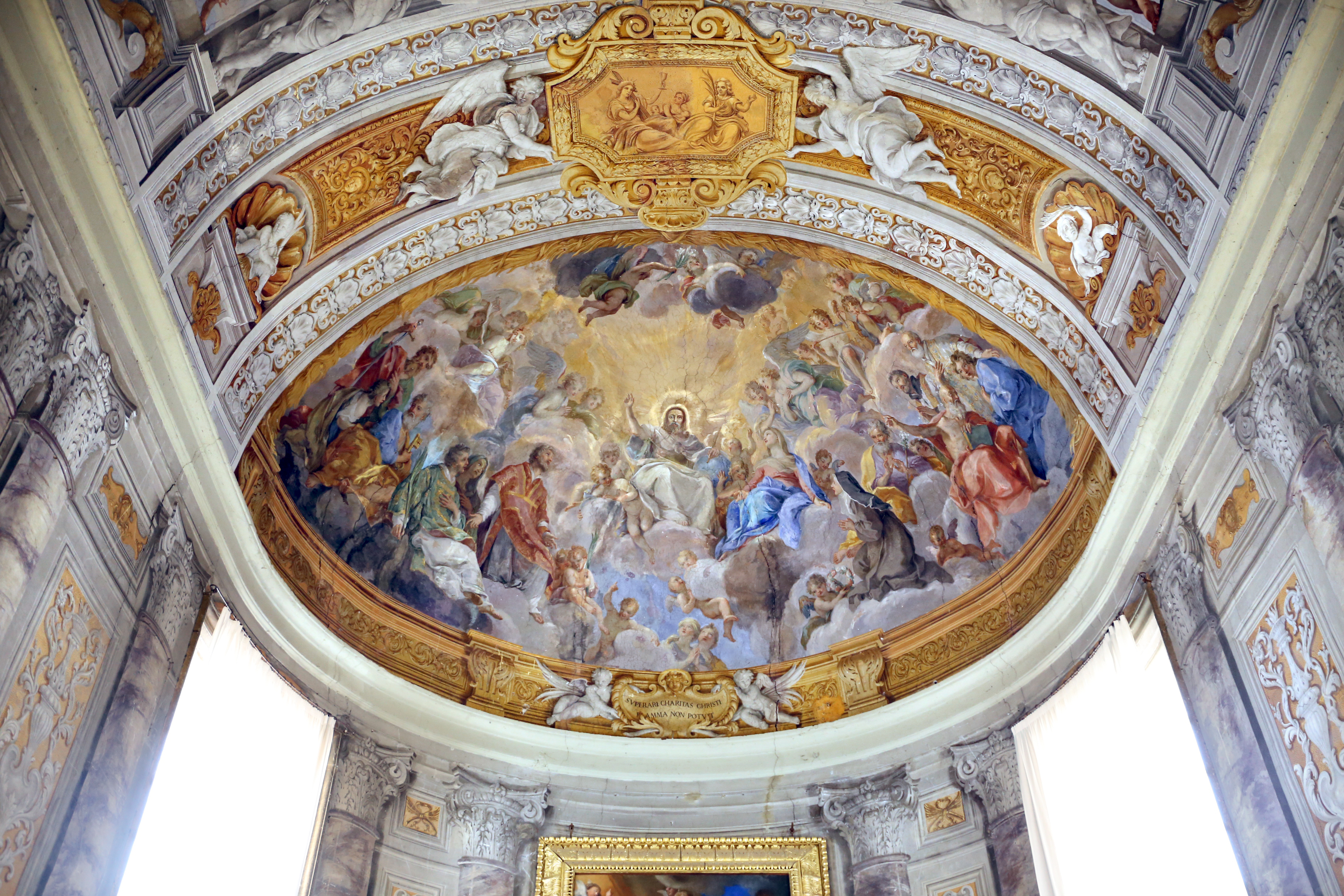
Хор каноников. 1683. Фреска апсиды собора в Витербо
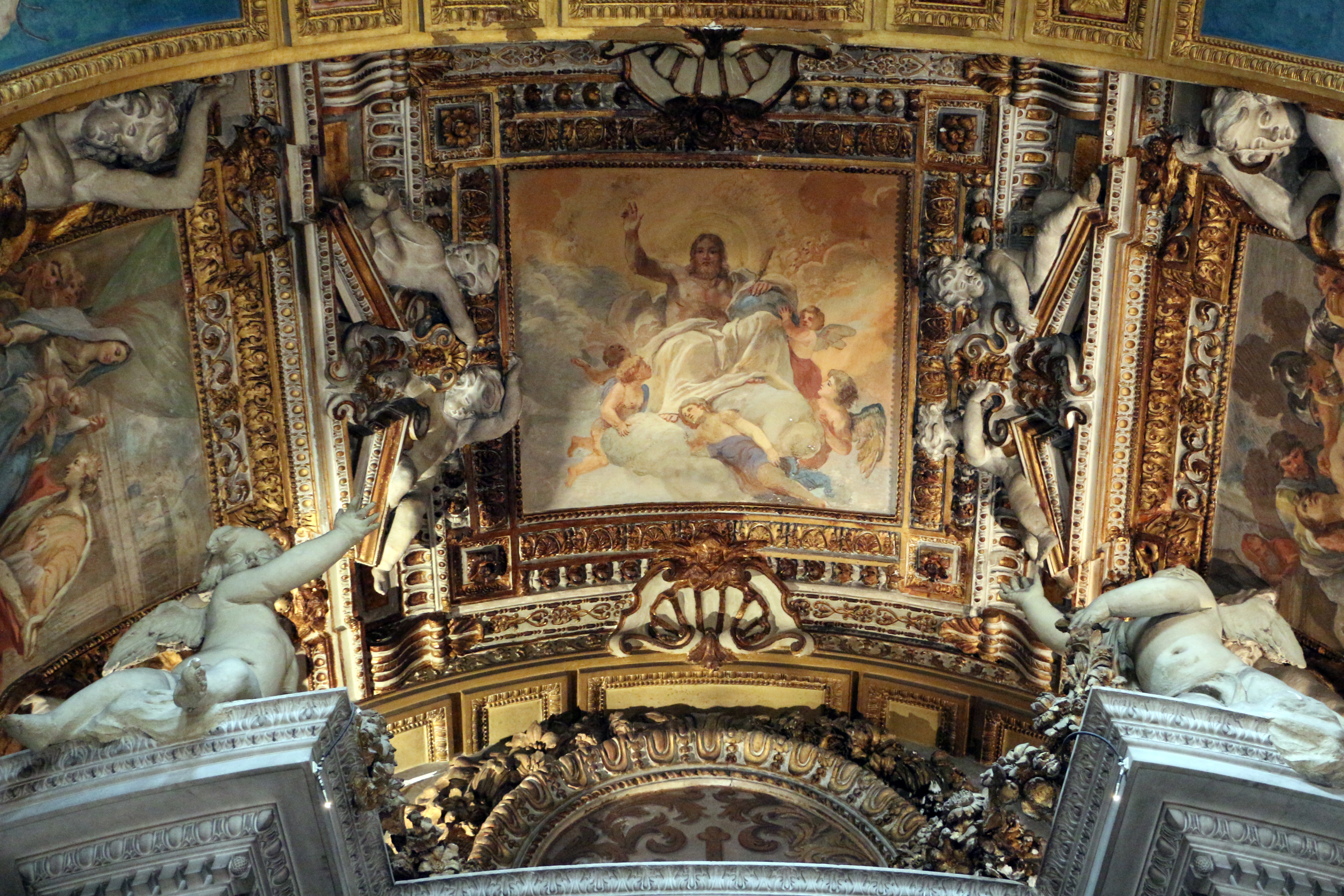
Христос во Славе. Фреска капеллы церкви Санта-Катерина-а-Маньянаполи в Риме. Ок. 1703 г.
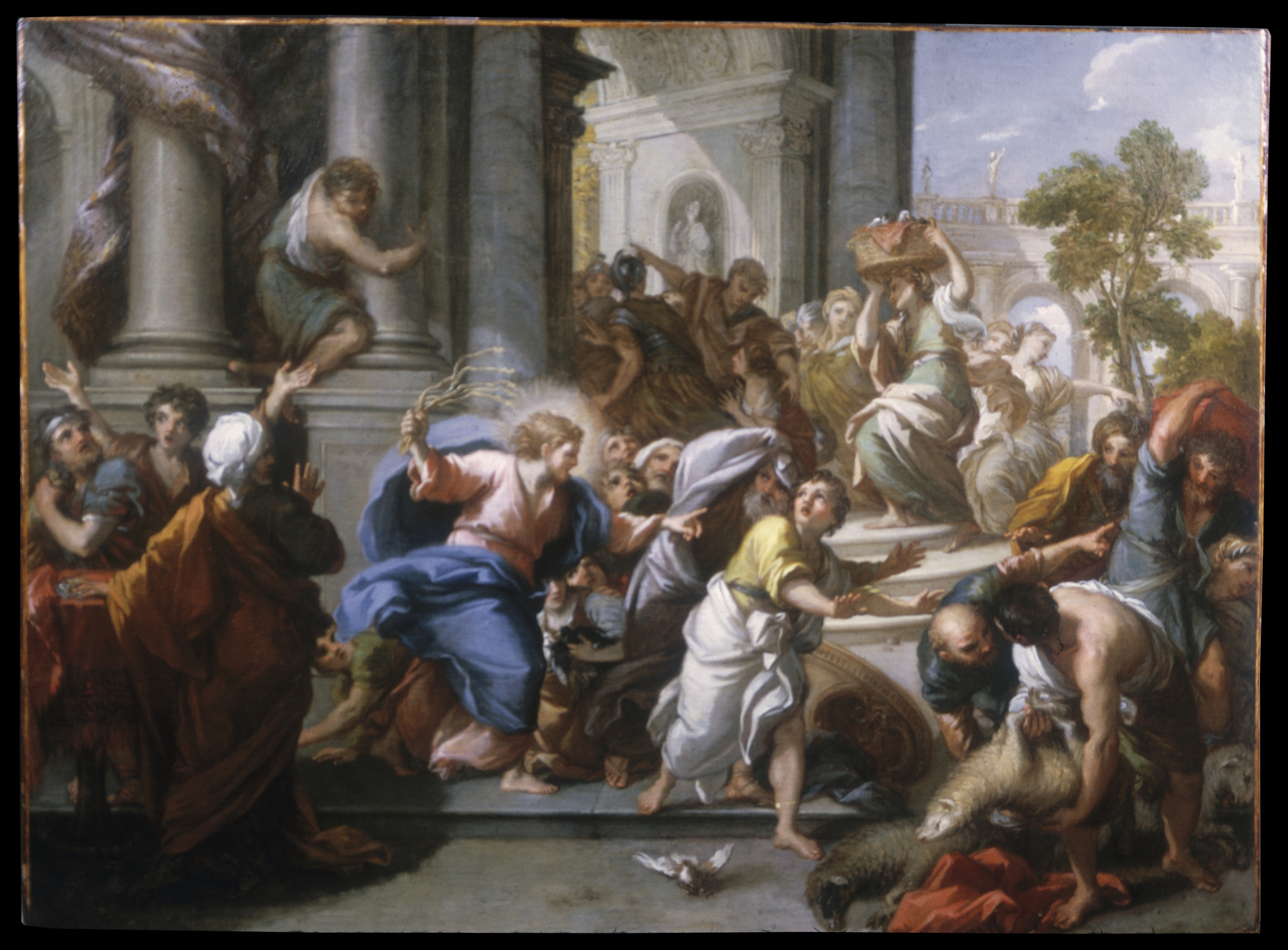
Изгнание торгующих из храма. Ок. 1713. Холст, масло. Художественный музей Уолтерса, Балтимор, США
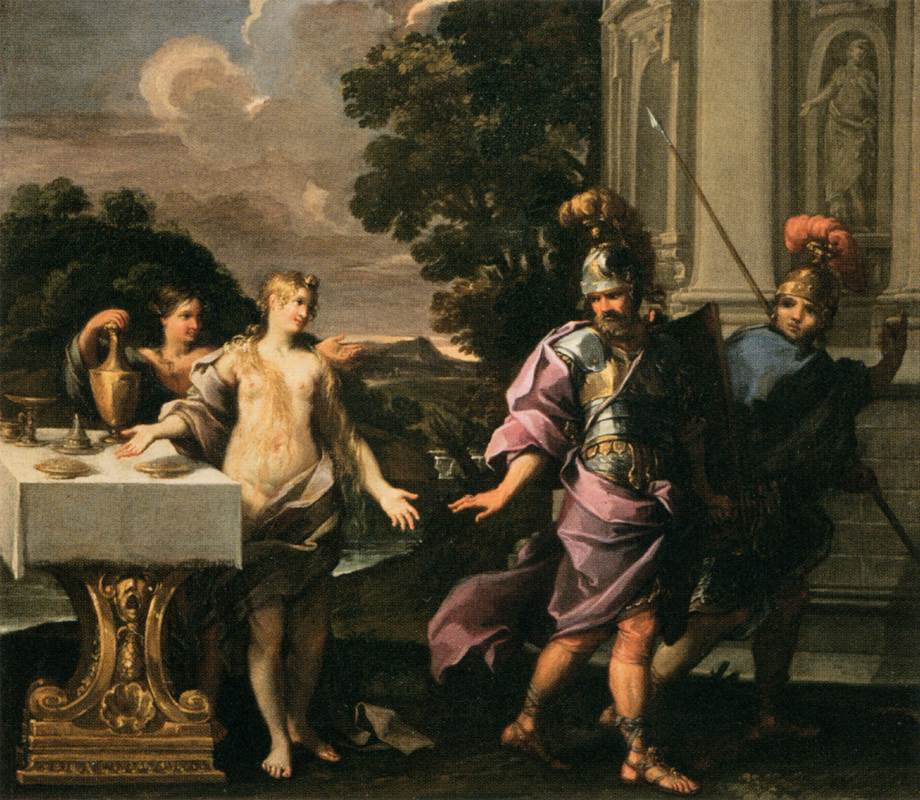
Армида и сподвижники Ринальдо. Ок. 1685 г. Холст, масло. Лувр, Париж
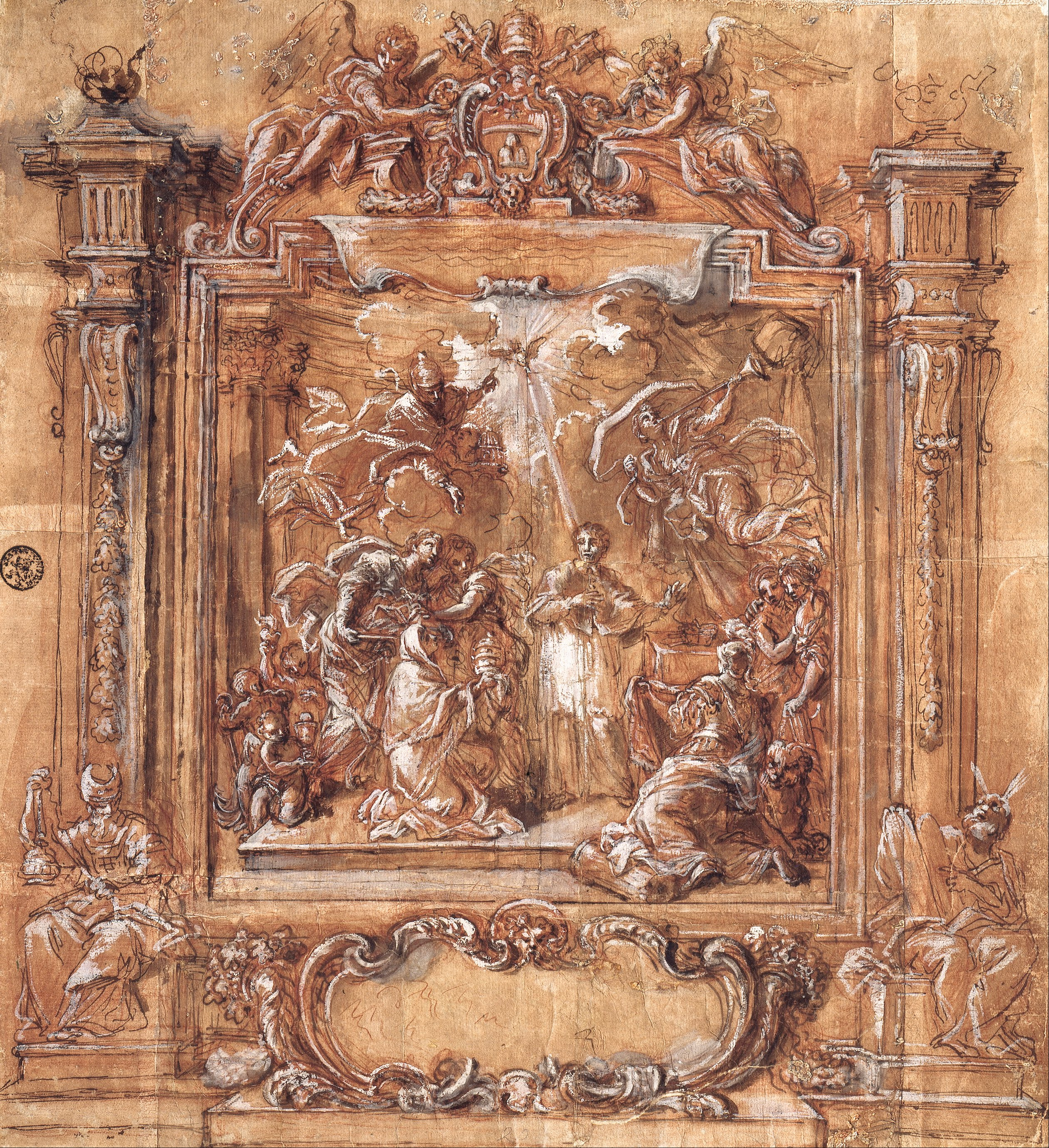
Кардиналу Альбани предлагают тиару. Ок. 1700. Бумага, сепия, перо, кисть, белила. Кунстпаласт, Дюссельдорф
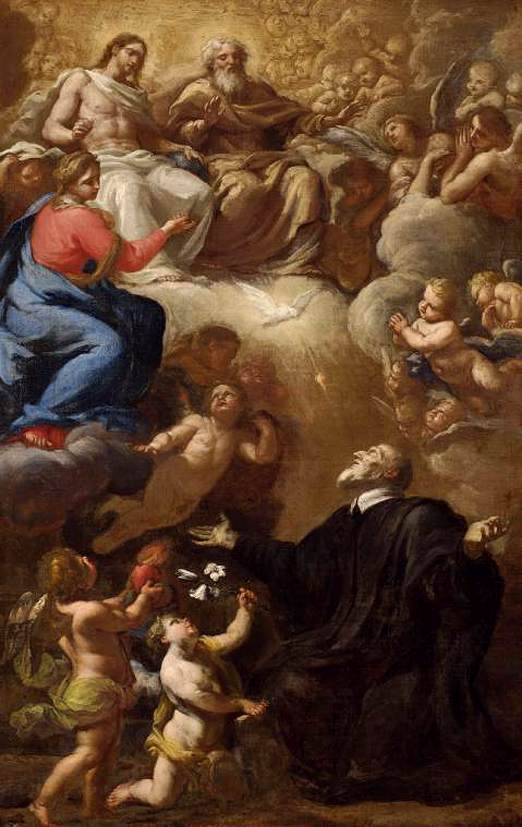
Видение святого Филиппа Нери. Ок. 1700. Холст, масло. Музей Фицуильяма, Кембридж, Великобритания